# 18 septembre 1985
Le mercredi 18 septembre 1985 est le 261e jour de l'année 1985.

## Naissances
- Amber An, actrice, mannequin, animatrice, et chanteuse taïwanaise
- Braulio Nóbrega Rodríguez, footballeur espagnol
- Chris Riggi, acteur américain
- Fabio Massimo Castaldo, politicien italien
- Felix Ogbuke, joueur de football nigérien
- Florian Metz, joueur de football autrichien
- Hitomi Nakamichi, joueuse de volley-ball japonaise
- Justin Hawkins, joueur de basket-ball américain
- Megan Joy, chanteuse américaine
- Pete Cashmore, fondateur du blog Mashable
- Stefanie Golla, joueuse de volley-ball allemande
- Stoyka Petrova, boxeuse bulgare
- Yusup Abrekov, coureur cycliste ouzbek

## Décès
- Augusto Hamann Rademaker Grünewald (né le 11 mai 1905), politicien brésilien
- Gerald Holtom (né le 20 janvier 1914), artiste britannique
- Monroe Beardsley (né le 10 décembre 1915), philosophe américain

## Événements
- Début du Sénat Wedemeier I dans le land de Brême (Allemagne)